# Dysmicoccus kazanskyi
Dysmicoccus kazanskyi är en insektsart som först beskrevs av Borchsenius 1937.  Dysmicoccus kazanskyi ingår i släktet Dysmicoccus och familjen ullsköldlöss. Inga underarter finns listade i Catalogue of Life.